# Will Bratt

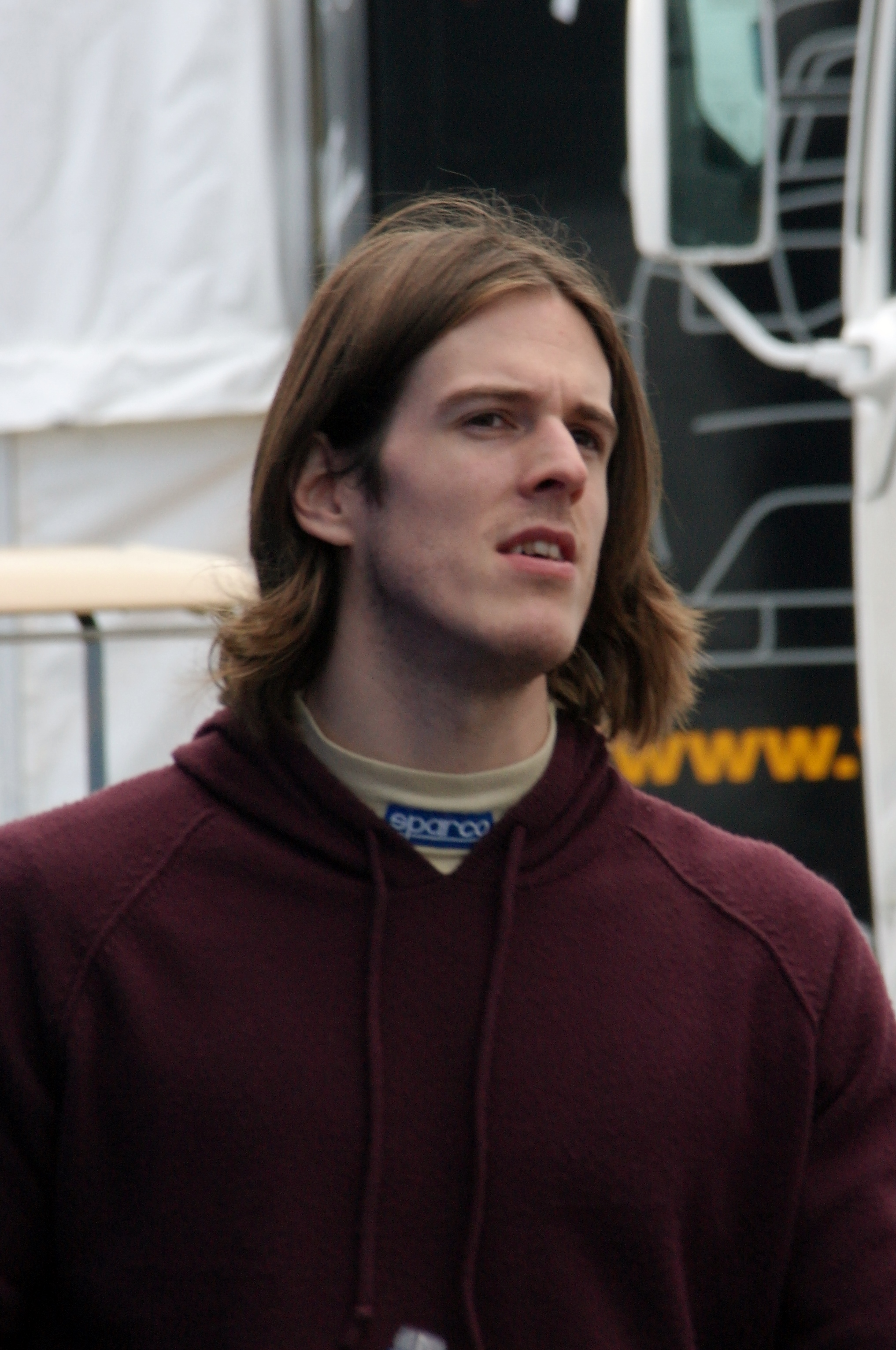
Bratt in 2013

William Bratt (Banbury, Oxfordshire, 13 april 1988) is een Brits autocoureur.

## Loopbaan
- 2003: T Cars, geen team (1 overwinning).
- 2004: T Cars, geen team (14 overwinningen, kampioen).
- 2004: Britse Formule Renault 2.0 Winter Series, team Scorpio Motorsport (4 races).
- 2005: Britse Formule Renault 2.0, team Scorpio Motorsport.
- 2005: Britse Formule Renault 2.0 Winter Series, team Scorpio Motorsport (4 races).
- 2006: Britse Formule Renault 2.0, team Apotex Scorpio Motorsport (1 overwinning).
- 2007: Britse Formule Renault 2.0, team Apotex Scorpio Motorsport (4 overwinningen, 3e in kampioenschap).
- 2007: Formule Palmer Audi Winter Trophy, geen team (2e in kampioenschap).
- 2008: Spaanse Formule 3 kampioenschap, team EmiliodeVillota.com Motorsport.
- 2008: Britse Formule Renault 2.0, team Apotex Scorpio Motorsport (2 races).
- 2009: Euroseries 3000, team EmiliodeVillota.com Motorsport (4 overwinningen, kampioen).
- 2009-10: GP2 Asia Series, team Scuderia Coloni.
- 2010: Formule 2, team MotorSport Vision.
- 2011: Formule 2, team MotorSport Vision (1 overwinning).
- 2012: British Touring Car Championship, team Rob Austin Racing.
- 2013: British Touring Car Championship, team WIX Racing.
- 2015: Formule Renault 3.5 Series, team Pons Racing (2 races).